# Buddleja perfoliata
Buddleja perfoliata är en flenörtsväxtart som beskrevs av Carl Sigismund Kunth. Buddleja perfoliata ingår i släktet buddlejor, och familjen flenörtsväxter. Inga underarter finns listade i Catalogue of Life.